# Improvisation (Bengt Hallberg-album)
Improvisation är ett musikalbum från 1989 där Bengt Hallberg improviserar över kända melodier.

## Låtlista
1. Jojk (trad) – 12'23
2. Å jänta å ja (trad) – 5'57
3. En gång i Stockholm (Bobbie Ericson) – 4'25
4. Sommarsång (Wilhelm Peterson-Berger) – 4'17
5. Beate-Kristin (Jules Sylvain) – 3'08
6. Ögonblicket (Bengt Hallberg) – 5'36
7. Liksom en herdinna (Carl Michael Bellman) – 5'33
8. Gärdebylåten (trad) – 5'01
9. Möten i skymningen (Bengt Hallberg) – 3'52
10. Schoolways (Bengt Hallberg) – 6'10
11. Det finns en väg (trad) – 3'08
12. Midsommarvaka (Hugo Alfvén) – 9'16
13. Så skimrande var aldrig havet (Evert Taube) – 5'51

## Medverkande
- Bengt Hallberg – piano, orgel (spår 6)

### Fotnoter
1. ↑  ”Svensk mediedatabas”. http://smdb.kb.se/catalog/id/001476594. Läst 8 november 2011.